# バターン州
バターン州（バターンしゅう、Province of Bataan）(タガログ語の発音で母音が続く場合は長音にならず二番目の母音は改めて発音するためバタアンが原語の発音に近い)は、フィリピン北部ルソン島の西側にあるバターン半島全体を占める州である。この州は中部ルソン地方（Central Luzon, Region III）に属している。面積は1,373km2、人口は760,650人（2015年）、州都はバランガ（Balanga）である。東にマニラ湾、西に南シナ海、南にノース海峡、北にサンバレス州とパンパンガ州に接している。州内には2つの山があり、高い方はバターン山（Mt. Bataan）の1,388mである。